# Rosenheimer Literaturpreis
Der Rosenheimer Literaturpreis wird an Autoren vergeben, die einen deutlichen Bezug zur Stadt Rosenheim oder zur Region haben. Der Preis ist mit 4000 € dotiert.
Vergeben wird er in unregelmäßigen Abständen im Rahmen der Veranstaltungsreihe der Stadtbibliothek Rosenheim „Oberbayerische Literat(o)uren“ von der Kultur- und Sozialstiftung des Oberbürgermeisters der Stadt Rosenheim.
Ausgezeichnet werden Autoren für ein Buch oder für ihr Gesamtwerk. Gefördert werden können sowohl bekannten Autoren oder auch junge literarische Talente.
Die Jury setzt sich aus dem Leiter des Kulturreferats der Stadt, zwei Bibliothekaren der Stadtbibliothek, einem Kritiker der örtlichen Zeitung und einem ehemaligen Preisträger zusammen. Die Entscheidung trifft der Stiftungsbeirat.

## Preisträger
- 2003: Laura Doermer (1935–2010)
- 2007: Alois Prinz (* 1958)
- 2010: Ruth Rehmann (1922–2016)
- 2014: Christian Lorenz Müller (* 1972)